# 霜出勘平
霜出 勘平（しもいで かんぺい、1941年（昭和16年）2月16日 - ）は、日本の政治家。元鹿児島県南九州市長（2期）、元知覧町長（2期）、元知覧町議会議員（5期）。旭日小綬章。

## 来歴
1959年（昭和34年）、鹿児島県立川辺高等学校卒業。1963年（昭和38年）3月、神奈川大学法経学部卒業。1983年（昭和58年）、知覧町議会議員に就任。計5回当選。2001年（平成13年）、知覧町長に就任。2005年（平成17年）、再選。
2007年（平成19年）12月1日、川辺町・知覧町・頴娃町が合併して南九州市が発足。これに伴って行われた南九州市長選挙（12月16日公示、12月23日投票）に出馬し無投票で初当選。12月23日、市長に就任。
2011年（平成23年）12月11日に行われた市長選において、前市議会議長の西良仁を破り再選（霜出：13,207票、西：11,349票）。投票率は75.53％。
2016年 秋の叙勲で地方自治功労により旭日小綬章を受章。